# TS Mitech Żywiec
TS Mitech Żywiec – kobiecy klub piłkarski z Żywca, występujący obecnie w Ekstralidze. Powstał w 2003 roku jako Autonomiczna Sekcja Piłki Nożnej Kobiet SKS Soła Żywiec. W 2004 roku zespół odłączył się od koła i zaczął funkcjonować jako osobny klub. W 2009 roku drużyna wywalczyła awans do Ekstraligi i od tego czasu występuje na tym szczeblu rozgrywek.